# Karim Maurice
 (juillet 2020).
Si vous disposez d'ouvrages ou d'articles de référence ou si vous connaissez des sites web de qualité traitant du thème abordé ici, merci de compléter l'article en donnant les références utiles à sa vérifiabilité et en les liant à la section « Notes et références ».
Karim Roger Maurice, né en 1976 à Grenoble est un compositeur-arrangeur classique et jazz contemporain, ainsi qu’un pianiste-jazz français.

## Biographie
Initié à la musique dès l'âge de 3 ans, il commence l'apprentissage des percussions et du piano au Conservatoire de Grenoble à l'âge de 6 ans. Il fonde ses premières formations à 12 ans pour lesquelles il compose la musique. À l’âge de 16 ans, il est alors admis dans la classe de composition de François Luzignant  au conservatoire de Grenoble (Harmonie, Fugue, Contrepoint), puis à 18 ans au conservatoire de Chambéry en classes d’harmonie jazz et d’arrangement avec Pierre Drevet. À l’issue de ses études, il obtient deux prix SACEM en 1998 et 1999. La même année, il obtient sa licence de musicologie à l’Université Pierre Mendés France de Grenoble. En 1999, il réussit le concours d'entrée dans la classe de composition, d’orchestration et d’improvisation du Conservatoire national supérieur de musique de Lyon avec Loïc Mallié et Olivier Kaspar. Il se spécialise alors dans l’écriture de Stravinsky, Schönberg et Debussy et obtient son Prix en 2003.
Parallèlement à sa carrière de pianiste et de compositeur-arrangeur, il enseigne également les musiques actuelles au conservatoire à rayonnement régional de Grenoble.

### Carrière

#### Jazz
À ses débuts, il a fondé le groupe Chero puis le Karim Maurice Quartet, avec lequel il enregistre ses premiers albums (Toby on the Moove en 2002 et Afromantic en 2005). Lauréat en 2004 du tremplin Jazz Savoie, il se produit alors dans différents festivals et effectue de nombreuses premières parties, notamment celle de Wayne Shorter en 2005. En 2006, il écrit l’album « La Diskord » - inspiré par le mythe d'Orphée - pour le « Karim Maurice Project » : un répertoire fusionnant l’écriture pour quatuor à cordes et quintet jazz, dans un univers impressionniste teinté de groove, avec à ses côtés Pierre Drevet, Emmanuel Scarpa, Pierre-Antoine Badaroux et Joachim Florent. C’est avec cette formation qu’il se produit au festival de Jazz à Ramatuelle dont le concert est retransmis sur France Musique. À cette occasion il est désigné Révélation Jazz Ramatuelle 2008. L’album dont la sortie officielle est lancée en octobre 2011, est élu Lauréat Sacem Autoproduction et obtient un partenariat avec Francophonie Diffusion.
En 2009, il fonde le Karim Maurice Quintet avec Pierre Drevet, Eric Prost, Christophe Telbian et Etienne Kermarc, et enregistre un live à l’amphithéâtre de l’Opéra de Lyon en 2010.
À la suite de sa rencontre en 2013 avec l’harmoniciste américain William Galison, il compose à sa demande un répertoire pour harmonica chromatique, orchestre à cordes et quartet jazz.
En 2016, il est désigné meilleur compositeur lors du concours international "Made in New York Jazz" par un jury composé de Randy Brecker, Joe Lovano et Lenny White. Il obtient ensuite le second prix toute catégorie. Le 21 mai 2016, il se produit au Made in New York Jazz Gala  au Tribeca Performing Art Center avec un quintet formé, pour l'occasion, de Rufus Reid à la contrebasse, Tommy Campbell à la batterie, Yaacov Mayman au saxophone, Philip Harper à la trompette, lui-même au piano et accompagné de son quatuor à cordes français La Camerata du Rhône.

#### Musiques actuelles
En tant qu’arrangeur, il travaille avec de nombreux groupes et artistes. De 2006 à 2009, il compose et joue pour le groupe Stylostyl mélangeant danse hip-hop et trio electro abstract hip-hop pour le spectacle « A contresens ». Il se produit en 2008 avec cette formation au Sadler’s Wells Theater of London dans le cadre du Festival international Breaking Convention de Londres ainsi qu'au Womad Festival à Charlton Park.
En 2011 et 2013, il part en tournée en Allemagne et en Autriche avec le collectif Le Bocal, avec qui il enregistre l’album « Bist du Froh ? » (Muséa records, 2012), avec notamment le saxophoniste Guillaume Perret et le chanteur Ernie Odoom. Il se produit également avec le chanteur burkinabè Bebey Prince Bissongo en Europe et en Afrique avec lequel il enregistre l’album « Limaniya » (Label Mosaîque) en 2011.
À la suite de sa rencontre avec le chanteur algérois Sid Hamed Belksier, il fonde le projet Koum Tara, réunissant musiques traditionnelles Chaâbi, quatuor à cordes, jazz et musiques actuelles sur une commande de la Cité de la musique de Romans sur Isère (SMAC, La Cordonnerie). L'album, enregistré en 2017, sort en janvier 2018 et rencontre un succès international.
En 2013, il écrit et publie l’album DDAL XXI pour son trio électro-électrique acoustique éponyme, mettant notamment en musique les mythes de Dédale et d'Icare. 

#### Compositeur
En tant que compositeur, Karim Maurice compose son premier opus en 1998 pour un sextuor de contrebasses dans le cadre des Jeudi musicaux de l’Université de Grenoble. En 2001, il crée une pièce pour trompette, tuba et percussions pour le  Conservatoire national supérieur de musique de Lyon. Entre 2001 et 2003, il compose une pièce dans le style de Schoenberg (dodécaphonisme) pour piano et voix sur des poèmes de William Blake issus du recueil Songs of Experience,  exécutée par le chœur de l’Opéra de Lyon dirigé par Bernard Têtu. Dans le même temps, il compose une pièce dans le style d’Igor Stravinsky du Sacre du Printemps  pour piano et quintette à vents. En 2004, il crée différentes pièces pour cuivres et percussions, notamment dans le cadre du festival Hyper Cuivres de Seyssins. En 2005, il crée une pièce pour Jo Dimatia (champion de France de claquettes) pour les Championnats du Monde de Claquettes. En mai 2006, il reçoit une commande du festival Hyper Cuivres pour le Grand Ensemble de cuivres et de percussions dirigé par Bruno Peterschmidt. À la demande du Conseil général de la Savoie et dans le cadre du 150e anniversaire de la Savoie, il arrange le poème symphonique de Richard Strauss, « Also Sprach Zarathoustra », pour l’Orchestre des Pays de Savoie. En 2011, il compose « Les Tortueux Méandres de la Pensée », œuvre pour grand ensemble à vents et percussions, notamment interprétée par l’Orchestre de la Garde Républicaine du Portugal, dirigé par Jean-Sébastien Bérault.
En 2014, il compose une pièce, Circé, inspirée par l’Odyssée d’Homère, pour l’harmoniciste américain William Galison et l’orchestre du Conservatoire de Grenoble, créée à la MC2 de Grenoble.
Lauréat en 2016 du "French American Jazz Exchange", il reçoit une bourse pour composer et enregistrer Odysseus Fantasy, poème symphonique pour harmonica, trio jazz et orchestre à cordes relatant l'épopée d'Ulysse.

## Discographie
- 2018: Odysseus Fantasy - Karim Maurice Will Galison & La Camerata
- 2018: Koum Tara - Koum tara (label Odradek)
- 2013: DDAL XXI - DDAL XXI
- 2012 : Bist du Froh – Collectif le Bocal (Label Musea)
- 2011 : La Diskord - Karim Maurice Project (Lauréat Autoproduction SACEM)
- 2011 : Limaniya - Bebey Prince Bissongo (Label Mosaîque)
- 2010 : Karim Maurice Quintet Live à l’Amphithéâtre de l'Opéra de Lyon
- 2010 : Système D - R.K.P
- 2009 : L'instant suivant - Didone
- 2008 : Fables - Yo
- 2007 : Rêves - Nawo
- 2006 : Le palais des incongrus - Yo
- 2004 : Afromantic - Karim Maurice Quartet
- 2004 : Fonetic - Fonetic
- 2003 : Tobby on the Move - Chero